# Nanorana vicina
Espèce
Synonymes
- Rana vicina Stoliczka, 1872
- Paa vicina (Stoliczka, 1872)

Statut de conservation UICN

 LC  : Préoccupation mineure
Nanorana vicina est une espèce d'amphibiens de la famille des Dicroglossidae.

## Répartition
Cette espèce se rencontre entre 2 000 et 3 000 m d'altitude :
- dans le nord du Pakistan au Pendjab et en Azad Cachemire ;
- dans le nord-ouest de l'Inde au Jammu-et-Cachemire, au Pendjab, en Himachal Pradesh, en Uttarakhand et en Uttar Pradesh.

## Publication originale
- Stoliczka, 1872 : Notes on some new species of Reptilia and Amphibia, collected by Dr. W. Waagen in North-western Punjab. Proceedings of the Asiatic Society of Bengal, vol. 1872, p. 124-131 (texte intégral).